# Karel Goetghebeur
Karel Alfons Goetghebeur (Oostende, 3 september 1889 - 20 september 1973) was een Belgisch volksvertegenwoordiger.

## Levensloop
Zoon van Alfons Goetghebeur en Adelina Bordon, stamde hij uit een gezin van tien kinderen. Hij volgde de humaniora aan het Onze-Lieve-Vrouwecollege in Oostende. Hij ging daarop in dienst bij de christelijke arbeidersbeweging. Hij trad in 1913 in eerste huwelijk met Clotilde Van Outryve en in 1951 in tweede huwelijk met Maria Dewitte. Hij kreeg elf kinderen, onder wie:
- Albert Goetghebeur (1915-2000), dominicaan, missionaris in Afrika,
- Walter Goetghebeur (1917-1996), priester van het bisdom Brugge,
- Jan Goetghebeur (1925- ), benedictijn, abt van de abdij van Affligem (1962-2001),
- Jaak Goetghebeur, broeder bij de Scheutisten (1929- ),
- Trees Goetghebeur (1953- ), trappistin.

Tijdens de oorlog woonde het echtpaar in Hamilton, Engeland, waar de eerste kinderen geboren werden. Na de oorlog werd Karel secretaris van de Sociale Werken in Oostende en werd later voorzitter van het ACW Oostende, wat hij bleef tot aan zijn dood.
Vanuit die functies was hij onder meer medestichter en beheerder van het Vrij Technisch Instituut en het Hoger Technisch Instituut van Oostende.
In 1921 stapte hij in de politiek. Hij werd gemeenteraadslid in Oostende (1921-1964). Ditzelfde jaar werd hij ook verkozen tot provincieraadslid en bleef dit tot in 1932. Hij stond tevens als opvolger op de lijst voor de parlementsverkiezingen.
In 1933 volgde hij Hendrik Baels op als katholiek volksvertegenwoordiger voor het arrondissement Oostende en vervulde dit mandaat tot in 1958.
Hij was ook nog:
- medestichter van de Sint-Jansparochie (1924),
- stichter en lid van het Sint-Vincentiusgenootschap op de Sint-Jansparochie (1926-1973),
- voorzitter van het Sint-Jansgenootschap (1952-1970),
- lid van de algemene vergadering van de Katholieke Unie van België als afgevaardigde van het arrondissementsverbond Veurne-Diksmuide-Oostende (1934-1940).